# 窓税
窓税（まどぜい）は固定資産税の一種であり、家の窓の数に応じて課される税金である。18世紀から19世紀にかけて、イギリス、フランス、アイルランドにおいて重要な社会的、文化的、建築的影響力を及ぼした。税金を避けるために、当時の家の中には窓のスペースがレンガで覆われているものも見られる。イングランドとウェールズでは1696年に導入され、スコットランドでは1748年から導入された。最終的に、この3地域では1851年に廃止された。また、フランスでは1798年から1926年まで窓税が運用されていた。

## 歴史
この税は1696年にウィリアム3世の統治下でイングランドとウェールズに導入され、納税者の収入に応じて税金を課すことを目的としていた。しかし、当時は所得税の概念についての論争はなかった。

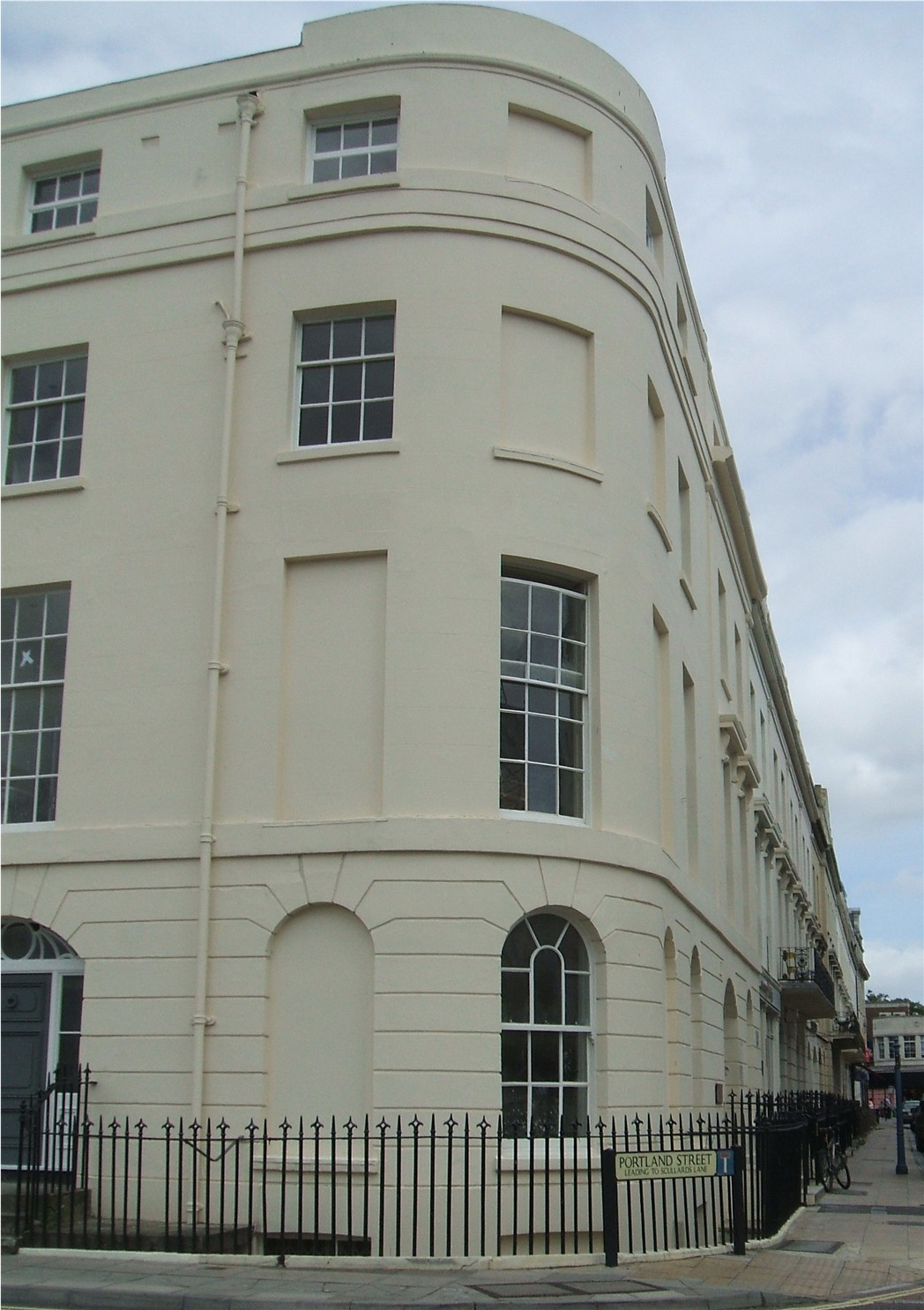
サウサンプトンのポートランド・ストリートにある家。窓の代わりにレンガ造りのスペースがある

当時、イギリスの多くの国民は所得税に反対していた。なぜなら、国民にとって個人所得の開示は政府によるプライバシーの侵害であり、個人の自由に対する潜在的に脅威になりうるからである。イギリスの所得税は1842年になってやっと導入されたが、この税は20世紀に入った後も物議を醸した。
窓税は、1軒あたり2シリングの定額住宅税と、家の10個を超える窓の数に対する変動税の2つで構成されていた。窓が10から20までの物件には追加で4シリングが課され、窓が20を超える物件にはさらに8シリングが課された。
1709年、イングランドとスコットランドの合併により税金が統合され、窓が30以上ある家には合計20シリングという新たな最高税率が導入された。1747年に、2シリング定額はそれ自体の税として窓税から切り離され、窓税の計算方法が変更された。10 - 14の家の窓ごとに6ディル、15 - 19の家の窓ごとに9ディル、20以上の家の窓ごとに1シリングが請求された。1758年に定額料金は3シリングに増加した。税金が発生する窓の数は1766年に7つ、1825年に8つに変更された。
1850年から1851年の冬の期間、イギリスではこの税の廃止を支持する激しい運動があり、それに応じてこの税は1851年7月24日に廃止され、代わりに居住用住宅に対する税が導入された。また、スコットランドの窓税も同時に廃止された。